# Driehoornig walstro
Driehoornig walstro (Galium tricornutum) is een eenjarige plant, kruidachtige plant uit de sterbladigenfamilie (Rubiaceae). De plant komt van nature voor in Midden-Europa en is een archeofyt. In Nederland staat driehoornig walstro op de Nederlandse Rode lijst van planten als verdwenen uit Nederland sinds 1975. De plant kwam voor in akkers op vochtige, kalkhoudende kleigrond.

## Eigenschappen

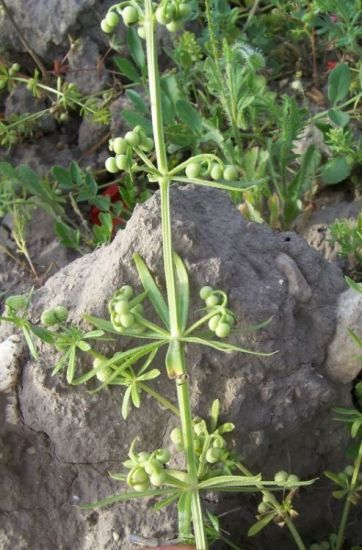
Vruchten

De plant wordt 10-60 cm hoog. De vierkantige stengel is liggend of klimmend en heeft afstaande stekelharen. Het blad heeft één nerf of is zwak generfd. De bladeren staan in een krans van zes of acht bladeren. Aan de top van het blad zit een stekel. De bovenzijde van het blad is kaal. De bladrand is bezet met teruggerichte stekelhaartjes.
De plant bloeit van juli tot de herfst. De groenachtig-witte bloemen zitten in okselstandige, korte gevorkte bijschermen met drie bloemen per bijscherm. De bijschermen zijn korter dan de bladeren. De bloemkroon is 1,5-3 mm breed en smaller dan de rijpe vrucht. De bloem heeft geen duidelijke uitgesproken kroonbuis. De vruchtstelen zijn teruggebogen. De kale, tweedelige splitvrucht is met spitse stekelige wratten bezet en valt bij rijpheid uiteen in twee eenzadige deelvruchten. De deelvruchten zijn eivormig en 3-5 mm lang.